# Skövde Allmänna Idrottsklubb
O Skövde Allmänna Idrottsklubb, ou simplesmente Skövde AIK, é um clube de futebol da Suécia fundado em 21 de junho de 1919. Sua sede fica localizada em Skövde.
Anos na segunda divisão: 1967-1975, 1991-93, 1995. A primeira ascensão para segundonha foi sob o comando do técnico Arne Selmosson, como jogador vice-campeão mundial de 1958 e profissional na Itália.